# Tuğçe Hocaoğlu
Tuğçe Hocaoğlu o Tuğçe Hocaoğlu Coşkun (Bursa, 11 de març de 1988) és una jugadora de voleibol turca. És membre de la selecció turca de voleibol femenina. La temporada 2014-15 jugava pel Trabzon İdmanocağı.
Tuğçe Hocaoğlu és germana de Ece Hocaoğlu i casada amb Serhat Coşkun, també jugador de voleibol.

## Vegeu també

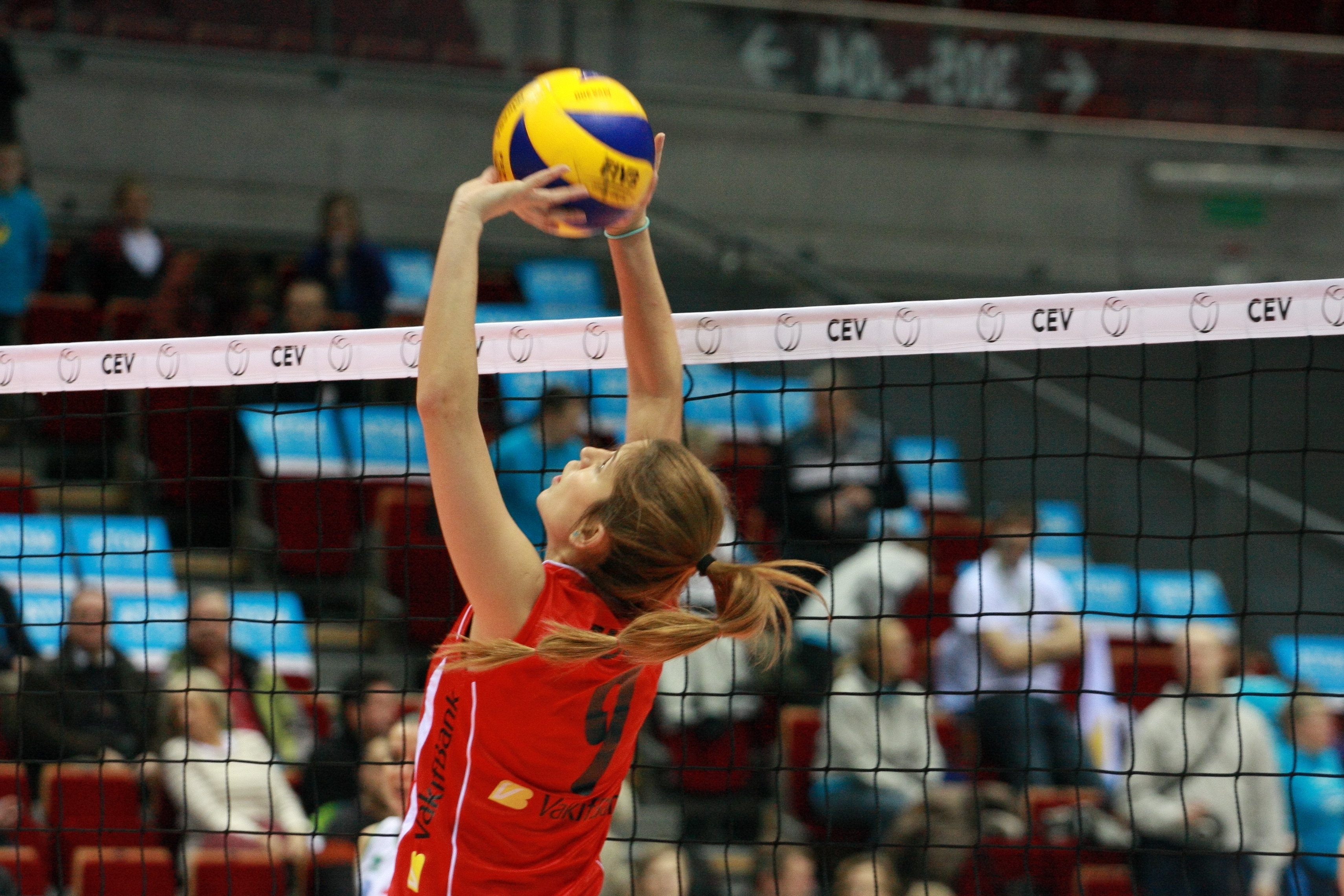
Tuğçe Hocaoğlu en un partit